# Caripeta criminosa
Caripeta criminosa är en fjärilsart som beskrevs av Louis W. Swett 1906. Caripeta criminosa ingår i släktet Caripeta och familjen mätare. Inga underarter finns listade i Catalogue of Life.